# Helmut Schulte
Helmut Schulte (ur. 14 września 1957 w Kirchveischede) – niemiecki trener piłkarski.

## Kariera
Schulte karierę rozpoczął jako trener juniorów FC St. Pauli. Następnie był asystentem trenera pierwszej drużyny, a potem został jej samodzielnym szkoleniowcem. W sezonie 1987/1988 wraz z zespołem awansował z 2. Bundesligi do Bundesligi. Pierwszy mecz poprowadził w niej 23 lipca 1988 przeciwko 1. FC Nürnberg (0:1). Drużynę St. Pauli Schulte trenował do grudnia 1990.
Przez cały sezon 1991/1992 był szkoleniowcem Dynama Drezno, grającego w Bundeslidze. W 1993 roku, od stycznia do października, prowadził zaś FC Schalke 04, także występujący w Bundeslidze. W kolejnych latach Schulte nie trenował już żadnego klubu, pełnił natomiast funkcję dyrektora sportowego w VfB Lübeck, FC St. Pauli oraz Rapidzie Wiedeń. Pracował też jako szef akademii młodzieżowej FC Schalke 04, kierownik sportowy Fortuny Düsseldorf oraz dyrektor działu licencyjnego w 1. FC Union Berlin.